# Francine Demeulenaere-Dewilde
Francine Demeulenaere-Dewilde (Nieuwkerke, 6 juli 1940) is een Belgisch voormalig politica. Ze was volksvertegenwoordiger en senator.

## Levensloop
Francine Dewilde werd bediende bij het ACW. In 1977 werd ze voor de CVP verkozen tot lid van de Kamer van volksvertegenwoordigers voor het arrondissement Kortrijk en behield dit mandaat tot einde 1981. Tussen 1985 en 1987 zetelde ze in de Senaat als provinciaal senator voor West-Vlaanderen. Tevens was Demeulenaere-Dewilde vanaf 1970 gemeenteraadslid van Zwevegem, waar ze van 1983 tot 2006 ook schepen was.
In de periode mei 1977-oktober 1980 zetelde ze als gevolg van het toen bestaande dubbelmandaat ook in de Cultuurraad voor de Nederlandse Cultuurgemeenschap, die op 7 december 1971 werd geïnstalleerd. Vanaf 21 oktober 1980 tot november 1981 was ze tevens korte tijd lid van de Vlaamse Raad, de opvolger van de Cultuurraad en de voorloper van het huidige Vlaams Parlement. 